# Wolf Speer
Wolf Speer (* 6. Februar 1980) ist ein ehemaliger deutscher Computerspiel-Journalist, Redakteur und Moderator. Mittlerweile ist er vor allem als Kritiker von Horrorfilmen und -themen präsent. Bekanntheit erlangte er insbesondere durch seine Tätigkeit für den Onlineauftritt der Fernsehsendung MTV Game One sowie als Moderator der deutschen PlayStation-Sendung Inside PlayStation.

## Leben und Karriere

### Von GIGA zu GAME ONE
Wolf Speer begann seine mediale Laufbahn 2001 als Praktikant beim Fernsehsender NBC GIGA Games. Von 2002 bis 2004 absolvierte er dort ein Volontariat und betreute neben redaktionellen Inhalten auch Regie sowie Internetpräsenz der Sendung.
Anschließend arbeitete er als Redakteur bei der CyPress GmbH für das PlayStation-Magazin Play the PlayStation, bevor er 2006 zur Fernsehsendung MTV Game One wechselte. Dort war er für die Planung und Konzeption von TV-Beiträgen zuständig. Ab 2009 wechselte er in die Online-Redaktion und zu Beginn des Jahres 2011 übernahm er die Redaktionsleitung für den Internetauftritt von Game One. In dieser Funktion prägte er als Moderator maßgeblich Formate wie 1 Stunde mit oder Knallhart Durchgenommen, die er auch nach seiner Entlassung im Jahr 2013 – infolge redaktionsinterner Unstimmigkeiten – extern weiterführte. Die von Wolf Speer und Christian Gürnth auf der Game-One-Website gespielte Reihe zu Deadly Premonition trug maßgeblich zur Popularitätssteigerung des Spiels in Deutschland bei. Die taz betonte die „Eigendynamik der Moderatoren Wolf Speer und Christian Gürnth“, womit die die Let’s Plays von Game One „überzeugen“ könnten. Zwischenzeitlich schrieb Speer auch Filmkritiken für das Hamburger DVD-Magazin SCREEN, Filmstarts und Computer Bild Spiele.

### Nach GAME ONE
Im Anschluss gründete Speer gemeinsam mit seiner damaligen Partnerin die Website und den YouTube-Kanal Sexy Cripples, auf dem Film- und Serienkritiken, Gaming-Videos, Musikbesprechungen sowie Let’s Plays veröffentlicht wurden. Im Jahr 2017 wurde bekanntgegeben, dass das Projekt aufgrund der Schwangerschaft seiner Partnerin pausiert werde. Bis auf für Besprechungen zur Fantasy-Serie Game of Thrones wurde das Projekt nicht wieder fortgeführt.
Von 2015 bis 2018 moderierte er gemeinsam mit Anne Wernicke die deutschen PlayStation-Sendung Inside PlayStation. Dort präsentierte er Neuerscheinungen, berichtete von internationalen Spielemessen und diskutierte aktuelle Themen der Gaming-Industrie. Außerdem moderierte er verschiedene Panels oder Veranstaltungen auf Spielemesse. Darunter im Jahr 2019 ein Panel mit Vertretern der Fachpresse, darunter GamePro-Chefredakteurin Rea Grimm, über die Bedeutung von Erzählstrukturen in modernen Videospielen.
Seit November 2018 ist Speer bei der Hamburger Content Fleet GmbH tätig, einem Unternehmen für digitales Content-Marketing. Zunächst moderierte er dort Beiträge für das Online-Magazin TURN ON der Elektronikhandelskette Saturn, bevor er ab 2021 zum Schwesterformat GameZ.de (mittlerweile XPERION) von Media Markt wechselte. Dort übernahm er die redaktionelle Leitung, moderierte Beiträge und setzte inhaltliche Schwerpunkte im Bereich Horrorspiele. Mitte 2024 beendete er seine Tätigkeit als Moderator und arbeitet seither ausschließlich in redaktioneller Funktion.
Seit Ende 2022 betreibt Wolf Speer gemeinsam mit Kolja Petersen den mittlerweile wöchentlich erscheinenden Horror-Film-Podcast Horrohr.

## Öffentliche Wahrnehmung
Wolf Speer hat sich in der deutschen Medienlandschaft insbesondere als Experte für das Horrorgenre etabliert. Sein Podcast Horrohr, zählt zu den erfolgreichsten deutschen Podcasts im Bereich „TV& Film“ und liegt in der Reichweite deutlich vor anderen deutschsprachigen Horrorformaten.
Seine Affinität zu Horrorthemen zeigte sich bereits während seiner Zeit bei Game One, wo er sich ein Profil als Horror-Connaisseur aufbaute. Er war wiederholt Gast im Podcast Plauschangriff, in dem er über Horrorfilme und -spiele wie Alan Wake, Silent Hill oder The Walking Dead sprach. Zudem produzierte er zahlreiche Formate rund um Horrorspiele für die Website des Magazins und spielte dabei allein oder mit Kollegen Titel wie Deadly Premonition, Silent Hill 1–3 oder Eternal Darkness durch.
Speer ist regelmäßig als Gast in Podcasts vertreten, in denen er über Horror in Medien, vorrangig über Horrorfilme spricht. Zu den Formaten zählen unter anderem Radio Raccoon, CINECAST, Devils & Demons, Let’s Talk about Horror, SCHOCKER MIT SCHLOGGER, Filmfrühstück, Sofa Samurais, Doppel Corn, Insert Moin, Geschichten aus dem Altbau, Level Cap Radio, Filmtieftauchen, Flottenfunk sowie der Literatur-Podcast LAXBRUNCH, in dem er über Clive Barker spricht.
Auch im Fernsehen war Speer als Experte für Horrorthemen zu sehen. So trat er in der ZDFkultur-Sendung Pixelmacher zum Thema „Wahnsinn in Film und Spiel“ auf und sprach im Gaming-Magazin gTV über „Horrorgames und Angst in Spielen“. Darüber hinaus ist er regelmäßig Gast im Kinoformat Kino+ des Internet-Fernsehsenders Rocket Beans TV, in dem er wiederholt über Horrorfilme diskutiert. Auch war er Gesprächsteilnehmer bei der Bühnenshow Horror im Wandel der Zeit anlässlich der Veröffentlichung eines Horror-Kurzgeschichtenbandes von Simon Krätschmer.

## Sonstiges
Wolf Speers Lieblingsvideospiel ist Silent Hill 2, zu dem er sich auch ein Tattoo stechen ließ. Sein Lieblings-Horrorfilm ist Die Fürsten der Dunkelheit von John Carpenter.
Im Rahmen der gamescom 2010 führte Speer für Game One ein Interview mit Gina-Lisa Lohfink. Gegen Ende des Gesprächs äußerte Lohfink Kritik an seiner Interviewführung und warf ihm vor, er müsse noch „üben“ und lernen, „netter zu sein“.

## Moderation

### Bewegtbild
- 2009–2013: GameOne.de (MTV Game One)
- 2015–2018: Inside PlayStation (Sony Europe)
- 2018: Game Fights (Rocket Beans TV)
- 2018–2021: TURN ON (Saturn)
- 2019: EGX Berlin (Bühnenmoderation Reed Exhibitions)
- 2021–2024: GAMEZ (Media Markt)

### Podcasts
- 2009–2013: Game One Plauschangriff (regelmäßiger Mitwirkender)
- seit 2022: Horrohr (mit Kolja Petersen)
- seit 2025: Plötzlich Patchwork (mit Johanna „Schlogger“ Baumann)

## Auszeichnungen
- 2011: Publikumspreis des Grimme Online Award für GameOne.de, wofür Wolf Speer zum damaligen Zeitpunkt als Redaktionsleiter inhaltlich verantwortlich war.[55]